# Falco subbuteo
Il lodolaio eurasiatico (Falco subbuteo Linnaeus, 1758), chiamato anche semplicemente lodolaio, è un uccello rapace della famiglia Falconidae.

## Descrizione

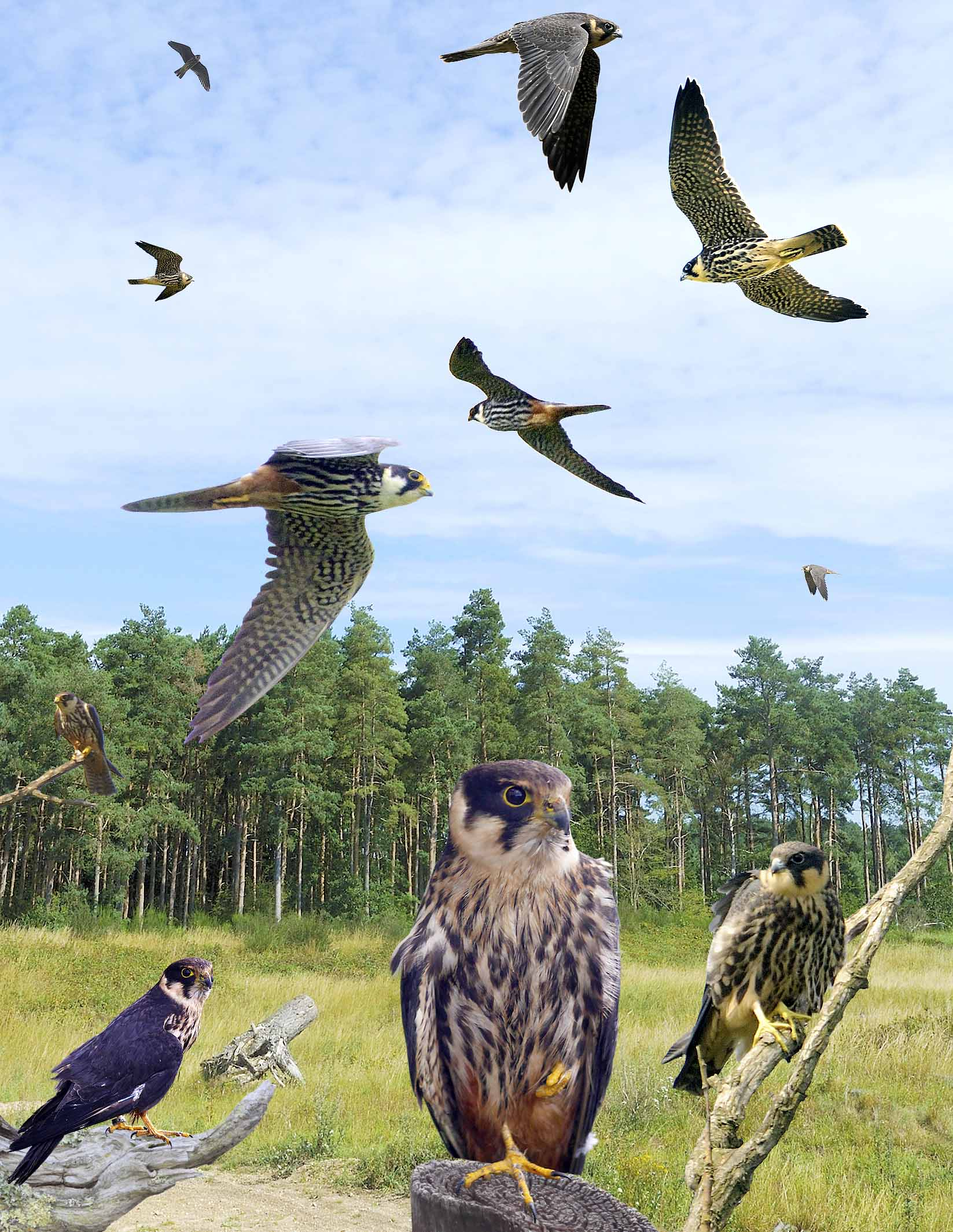

Di piccola mole e forme slanciate, è dotato di ali piuttosto lunghe, che raggiungono e sopravanzano l'estremità della coda. Lungo circa trenta centimetri, ha la coda di quindici, le singole ali di ventitré e l'apertura alare che supera i settanta. La femmina è alquanto più grande, raggiungendo in lunghezza di 34 cm e in apertura alare gli 80 cm. Quanto al colorito, le parti superiori sono nere azzurrognole, con la testa grigiastra, la nuca segnata da macchie bianche e le ali orlate di giallo ruggine; le parti inferiori sono striate di nero sul fondo bianco o gialliccio; nella coda le timoniere sono azzurre superiormente e volgono al grigio nella parte inferiore, sempre marcate da macchie trasversali rosso-ruggine. Anche i calzoni e il sottocoda sono rosso-ruggine, mentre l'occhio è bruno, lo spazio perioculare, la cera e i piedi sono gialli, e il becco azzurro chiaro alla base e più scuro all'estremità. Nei soggetti giovani il nero azzurrognolo delle parti superiori è marginato di giallo-ruggine, le macchie della nuca sono più grandi e di color gialliccio; l'addome, il sottocoda e i calzoni sono pure giallicci.

## Distribuzione e habitat
Il lodolaio eurasiatico vive in tutta Europa, eccettuate le regioni di sud-est, e nelle parti temperate del Continente asiatico. Compie regolari migrazioni che lo portano a trascorrere l'inverno in Africa sub-sahariana. In Italia è più frequente in Toscana, Lazio ed Abruzzo, anche se negli ultimi decenni ha registrato un notevole aumento in Pianura Padana; tutte queste popolazioni, sono regolarmente migratorie e vengono nella penisola in primavera a nidificare.
Il lodolaio popola prevalentemente i boschi aperti (soprattutto in pianura) e lo si trova volentieri anche nelle brughiere, le paludi o terreni coltivi utilizzati per la caccia.

## Biologia

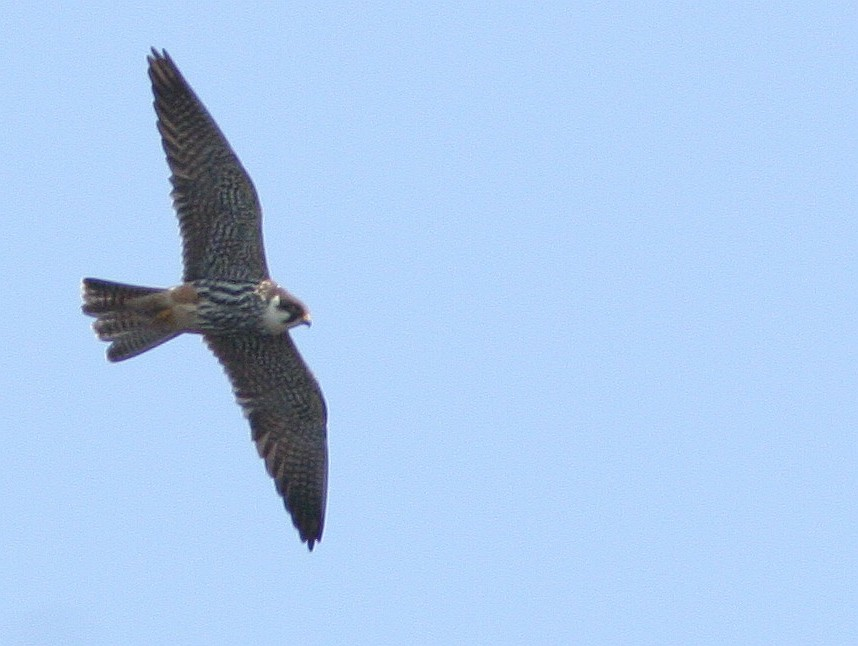
Lodolaio in volo

### Comportamento
Vivacissimo e ardito, gareggia in velocità con qualsiasi altro uccello. Il suo volo basso e veloce richiama quello del rondone, poiché, come questo, tiene le ali disposte a falce, le muove di frequente e compie con grande sveltezza le più difficili evoluzioni. Si posa di solito sugli alberi e molto di rado sul terreno.

### Alimentazione
Gli uccelli di questa specie predano soprattutto uccelli di piccole dimensioni; in particolare, la dieta comprende allodole, rondini, rondoni e passeri. Oltre che di questi e di altri uccelli, al di fuori del periodo di nidificazione, il lodolaio eurasiatico si nutre di insetti volanti, specialmente locuste, libellule e formiche alate.

### Riproduzione
Maschi e femmine giungono assieme nei luoghi di nidificazione e si dividono le cure parentali, sebbene sia la femmina a svolgere la parte preponderante della cova delle uova, alimentata in parte dal maschio.
Per nidificare utilizza nidi abbandonati da altri uccelli posti sugli alberi elevati. Frequentemente si serve dei nidi delle cornacchie, dopo che i proprietari hanno terminato la nidificazione, presenti nei pioppeti o in grandi alberi isolati.
La nidificazione del lodolaio avviene con un certo ritardo rispetto alla maggior parte delle altre specie di uccelli europei. Infatti, la deposizione inizia di solito intorno alla metà di giugno e l'involo dei giovani si verifica verso la metà di agosto. La covata è costituita di tre-cinque uova di forma allungata, macchiate soprattutto intorno all'estremità ottusa di bruno-rossiccio sul fondo bianco o grigiastro.

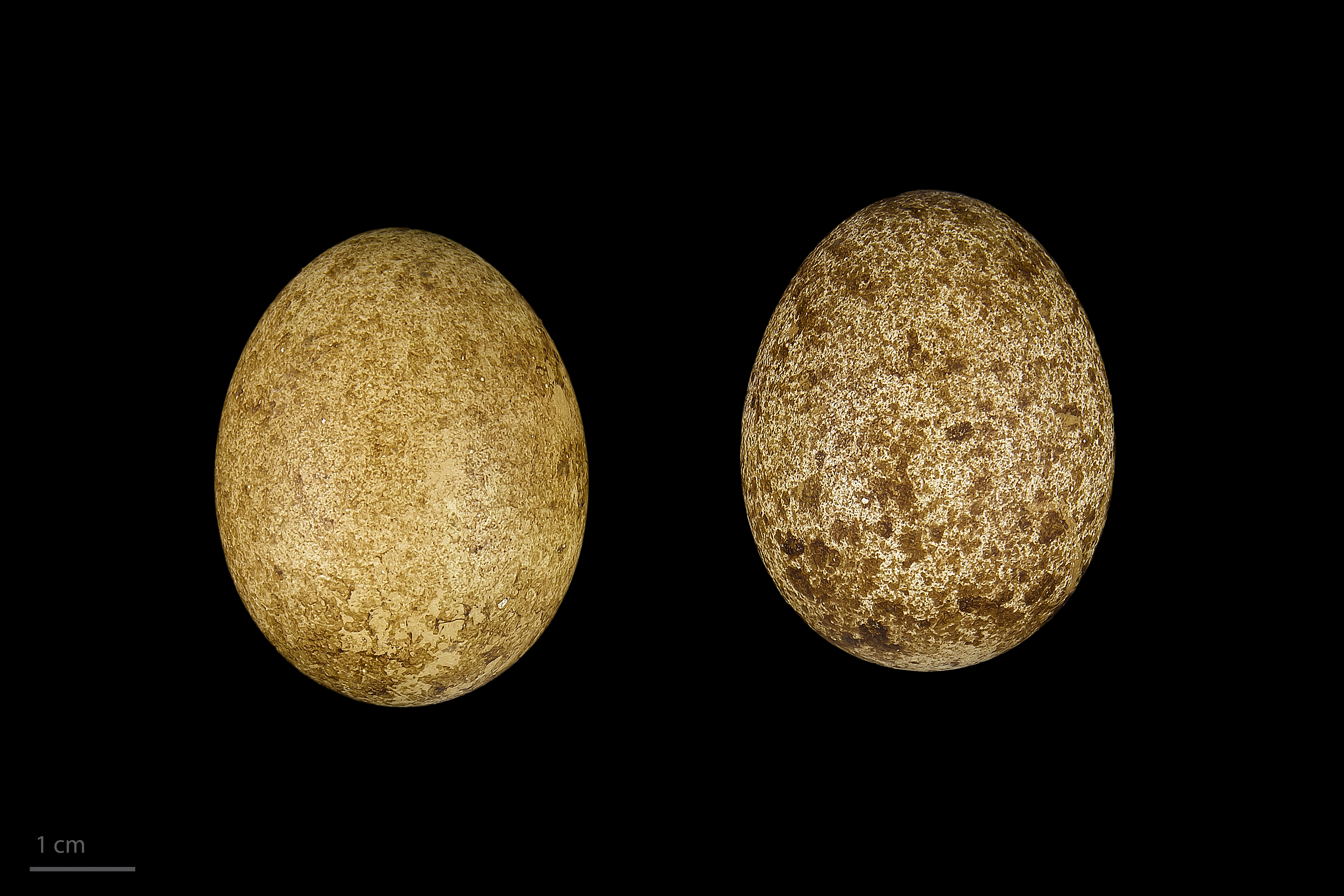
Falco subbuteo

È frequente che nei pressi dei nidi di lodolaio nidifichi anche il colombaccio Columba palumbus; è stato dimostrato che, essendo il lodolaio molto aggressivo verso le cornacchie il colombaccio riduca il rischio di vedere predato il proprio nido grazie a quest'aggregazione.

## Curiosità
L'ornitologo Peter Adolph, inventore del gioco del calcio da tavolo Subbuteo, avrebbe voluto inizialmente brevettare il passatempo con il nome The Hobby, che in Inghilterra designa il falco lodolaio. Non essendo il termine "Hobby" registrabile all'Ufficio Brevetti inglese Adolph ripiegò su parte del nome scientifico, Subbuteo appunto.